# Oliwka (owoc)

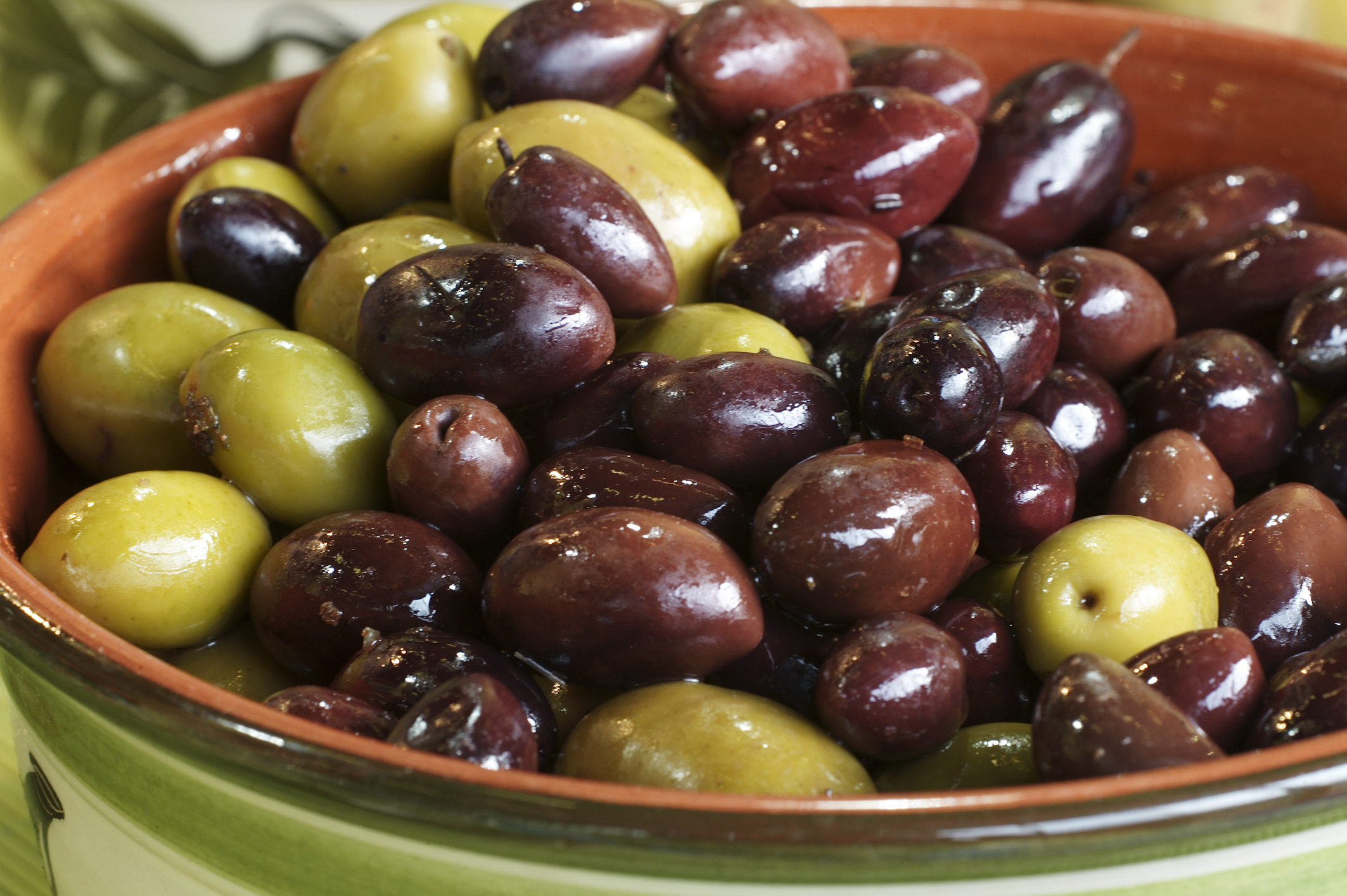
Miska oliwek

Oliwka – owoc oliwki europejskiej (Olea europaea), pestkowiec. Służy jako surowiec do produkcji oliwy lub jako oliwki stołowe. Głównymi producentami są kraje Unii Europejskiej (głównie Hiszpania, Grecja i Włochy) oraz Turcja.
Oliwki, z wyjątkiem wykorzystywanych do produkcji oliwy, klasyfikowane są do warzyw.

## Budowa
Wygląd owocu oliwki różni się w zależności od podgatunku. Wśród przedstawicieli różnych podgatunków oliwki europejskiej (Olea europaea) owoce (pestkowce) mają długość 5–25 mm i średnicę 4–12 mm. Wewnątrz zawierają pojedynczą, dużą pestkę. Dojrzałe owoce mają barwę fioletowawą, fioletowoczarną lub czarnobrązową, czasem z odcieniem niebieskawym lub fioletowym, rzadko występują oliwki w kolorze kości słoniowej. Czarne oliwki stanowią dojrzałe owoce, jednak brązową lub czarną barwę można uzyskać także poprzez poddanie owocu utlenianiu. Egzokarp i mezokarp, tworzące jadalną część oliwki, stanowią około 70–85% jej masy. Owoce oliwki zawierają oleuropeinę nadającą im gorzki smak; z tego powodu owoce są spożywane dopiero po odpowiedniej obróbce. Olej roślinny stanowi 14–40% masy owoców.

## Podział
Międzynarodowy kodeks norm żywności Codex Alimentarius przedstawia podział oliwek ze względu na dojrzałość:
- oliwki zielone: oliwki zebrane przed dojrzeniem i wybarwieniem, które osiągnęły już docelowe rozmiary
- oliwki zmieniające kolor: zebrane podczas dojrzewania, w trakcie zmiany koloru
- oliwki czarne: zebrane jako całkowicie dojrzałe lub niemal całkowicie dojrzałe

W 1998 znano 1208 kultywarów uprawianych w 52 krajach; w 2008 było to 1250 kultywarów w 54 krajach. Według danych z 2003 roku blisko 500 kultywarów wywodzi się z Włoch. Produktami chronionymi poprzez oznaczenia pochodzenia geograficznego produktów rolnych w Unii Europejskiej (PDA) są jedynie trzy z nich: Nocellara  del Belice (Sycylia), La Bella della Daunia (Apulia) i Oliva Ascolana del Piceno (Marche i Abruzja). W ofercie handlowej często sprzedawane są bez określenia odmiany.

## Produkcja owoców
Owoce zbierane są z drzew osiągających co najmniej 8–10 lat życia, po czym dobre plony dają drzewa przez kolejnych 200–300 lat (obfite zwykle co dwa lata), a dożywają ok. 800 lat. Pora zbioru oliwek jest różna w zależności od ich przeznaczenia. Oliwki służące do produkcji oliwy zbiera się od środka grudnia do marca. Oliwki przeznaczone do spożycia cechuje wysoki stosunek wagowy miąższu do pestki i jednorodny kształt. Oliwki zielone zbierane są od środka września; koniec zbiorów wskazuje zmiana barwy owoców na żółtozieloną. Pora zbiorów oliwek czarnych to grudzień. Z jednego nawadnianego drzewa oliwkowego w uprawie komercyjnej można uzyskać 50–65 kg oliwek, rzadziej do 100 kg. W tradycyjnej, ekstensywnej uprawie uzyskuje się średnio ok. 25 kg owoców z drzewa.
W sezonie 2016/2017 światowa produkcja oliwek stołowych wyniosła 2 899 500 ton. Największy udział przypadał na kraje Unii Europejskiej (około 29%), Egipt (19%) i Turcję (13,8%). W europejskich uprawach w podanym okresie uzyskano 841 900 ton oliwek, z czego 70,9% pochodziło z Hiszpanii. Dominuje ona na rynku europejskim niezmiennie od 1990 roku. Na przełomie XX i XXI wieku 98% produkcji oliwek miało miejsce w rejonie Morza Śródziemnego, poza tym owoce te uprawiane są w Kalifornii, Chinach, Argentynie i Chile.

## Przetwórstwo
Olej oliwkowy (oliwę) wyciska się z dojrzałych, czarnych owoców uzyskując go w ilości stanowiącej ok. 1/4 do ok. 1/2 ich masy. Oliwa wyciskana podczas pierwszego, łagodnego tłoczenia, bez podgrzewania i stosowania podwyższonego ciśnienia określana jest mianem 'extra virgine' (oliwa stołowa). Kolejne tłoczenie daje oliwę gorszej jakości (kuchenną). A trzecie, mocne, wiążące się z podgrzewaniem owoców lub dodawaniem do nich gorącej wody, daje oliwę najgorszej jakości, stosowaną do celów niespożywczych.
Oliwki dojrzałe oraz zbierane w stanie zielonym przeznaczone do spożycia są poddawane obróbce. Może ona obejmować: namaczanie w roztworze zasady lub w solance; częściowe odwadnianie przez obtaczanie w suchej soli; suszenie w piecach lub poddanie czynnikowi utleniającemu (pozwala to uzyskać czarną barwę oliwek). Dopuszczane są także inne metody obróbki, po których produkt może być sprzedawany pod nazwą „oliwki”, jeśli spełnia kryteria podane w Codex Alimentarius. Czarne oliwki mogą być pozyskiwane przez oddziaływanie na owoce glukonianem żelaza (II) lub innymi solami żelaza. Utleniają i polimeryzują one polifenole, co prowadzi do zmiany barwy.

## Znaczenie w kulinariach

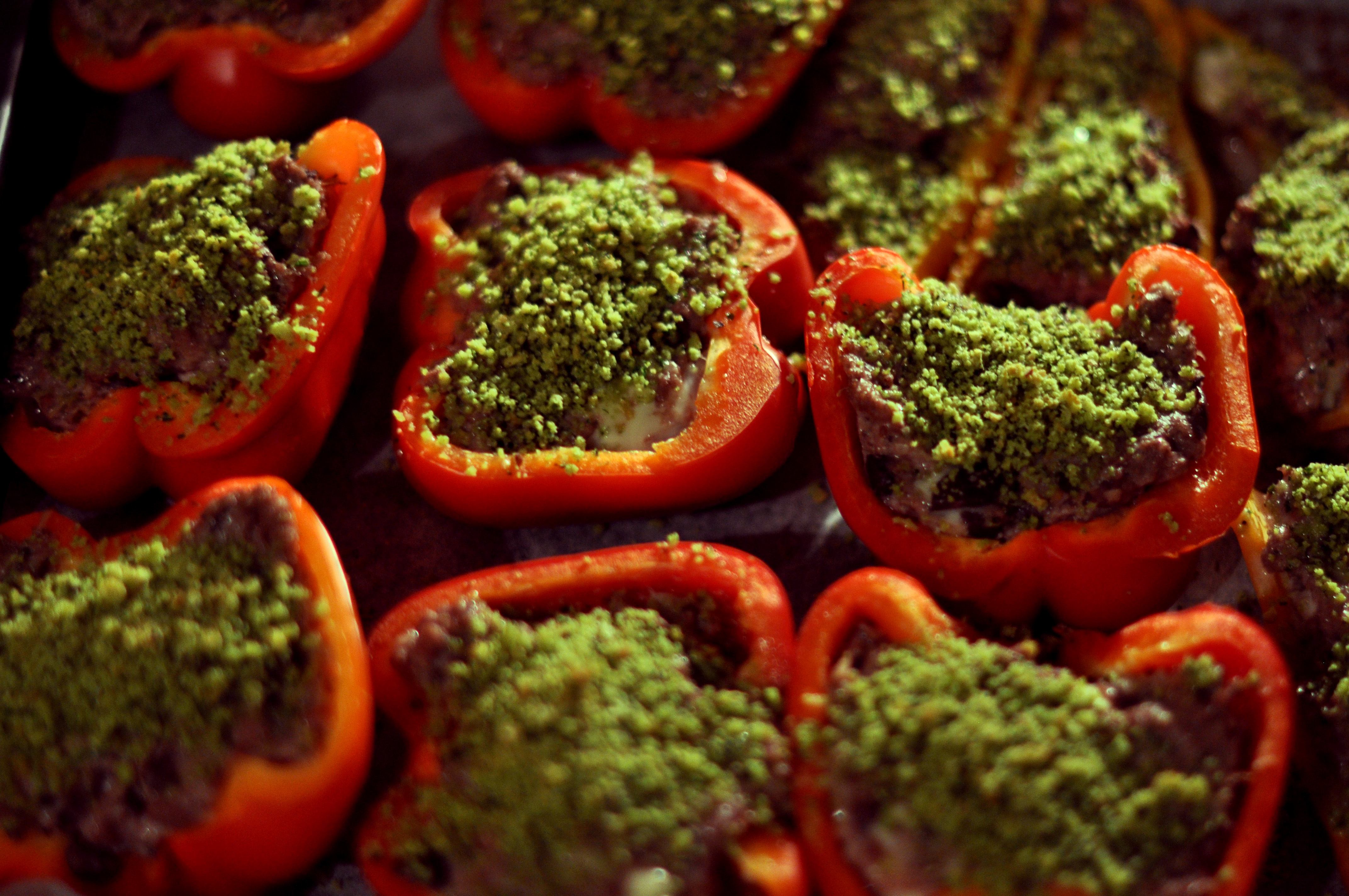
Papryka z wołowiną, gorgonzolą i oliwkami

Moment udomowienia oliwki i jej pochodzenie nie są dokładnie poznane; stanowią przedmiot sporów. Według Bretona et al. (2008) oliwka europejska wywodzi się z rejonu Żyznego Półksiężyca, gdzie miano konsumować jej owoce już blisko 5 tys. lat p.n.e., a najstarsze pozostałości dające się łatwo przypisać do udomowionego drzewa pochodzą z 3200 lat p.n.e. Starsze dane, z 1975, mówią o odnalezieniu pestek oliwek w Teleilat el Ghassul (zachodnia Jordania, na północ od Morza Martwego); znalezisko datowane na okres 3700–3500 lat p.n.e. (chalkolit). Szczególne znaczenie oliwki mają w kuchni śródziemnomorskiej.
Olej oliwkowy stosowany jest powszechnie w kuchni śródziemnomorskiej, gdzie zastępuje tłuszcze pochodzenia zwierzęcego. Generalnie oliwki i otrzymywane z nich produkty spożywane są głównie w krajach ich produkcji, tj. w obszarze śródziemnomorskim. Tylko 15–20% produkcji trafia do międzynarodowego obrotu handlowego.
Oliwki sprzedawane są pod postacią owoców drylowanych, krajanych na dwie lub więcej części wzdłuż, siekanych, mielonych lub z pęknięciem powstałym w trakcie obróbki. Występują także jako oliwki drylowane, a następnie nadziewane (kaparami, cebulą, migdałami, skórką cytrusów, sardelami lub papryką). W takiej postaci służą zwykle za przekąskę. Oliwki dodawane są poza tym do rozmaitych potraw, wchodzą w skład past podawanych z makaronami czy bruschettą, dodawane są do wypieków.

### Wartość odżywcza
Wartość odżywcza różni się w zależności od kultywaru. Poniżej przedstawiono dane dla owoców z 9 włoskich kultywarów.
Zawartość białka w owocach oliwki jest niska, jednak ze względu na zawartość aminokwasów stanowią wartościowe pożywienie. Szczególnie niska jest zawartość węglowodanów. Ze względu na zużycie cukrów przez organizmy prowadzące fermentację, co ma miejsce w trakcie przygotowywania oliwek do spożycia, w gotowym produkcie mogą znajdować się jedynie śladowe ilości cukrów. Te obecne są w niefermentowanych produktach, jak oliwki Ferrandina. W oliwkach znajdują się niewielkie ilości witamin B, witaminy rozpuszczalne w tłuszczach (A, E); zawartość witaminy C jest niska (<1mg/100g). Niezależnie od obróbki oliwki są bogate w polifenole. Zawartość soli zależy od sposobu przygotowania produktu. W przypadku oliwek poddanych ługowaniu NaOH i jedno- lub dwumiesięcznej fermentacji jest to 5–6%. U oliwek poczernianych przez utlenianie w zalewie znajduje się 2–4% soli.

## Zastosowania niekulinarne
Oliwa stosowana jest do celów przemysłowych, do wyrobu kosmetyków i perfum. Dawniej stanowiła także paliwo w lampach oliwnych.